# Dia (vệ tinh)
Dia (/ˈdaɪ.ə/), được biết đến với cái tên Jupiter LIII, là vệ tinh dị hình thứ hai tính từ ngoài vào của Sao Mộc, chuyển động cùng chiều với sao Mộc. Từng tạm thời được biết đến với tên S/2000 J 11, nó được đặt cho cái tên Dia vào ngày 7 tháng 3 năm 2015. Vệ tinh này được đặt tên theo Dia, con gái của Deioneus (hay Eioneus), vợ của Ixion. Theo Homer, Dia bị quyến rũ bởi Zeus trong hình hài một con ngựa đực; Pirithous là nguồn gốc của sự việc.
Vệ tinh này là vệ tinh nhỏ duy nhất được biết đến trong nhóm vệ tinh Himalia.
Người ta cho rằng Dia có đường kính khoảng 4 km. Nó có quỹ đạo quay xung quanh Sao Mộc với khoảng cách trung bình khoảng 12 triệu km trong 274 ngày, với độ nghiêng quỹ đạo là 28° (so với đường xích đạo của Sao Mộc), và có độ lệch tâm quỹ đạo là 0,21.

## Lịch sử quan sát

Diađược chụp bởi Kính viễn vọng Canada–Pháp–Hawaii vào tháng 12 năm 2001. Trong khung hình thứ hai, không nhìn thấy Dia do ánh sáng chói của Sao Mộc làm giảm độ sáng tương đối của các ngôi sao.

Dia được phát hiện bởi một nhóm các nhà thiên văn học tại Đại học Hawaii được phụ trách bởi Scott S. Sheppard vào năm 2000 trong quá trình quan sát kéo dài 26 ngày.
Sau cuộc quan sát đó thì họ không còn thực hiện thêm lần nào nữa, và Dia đã không được quan sát hơn một thập kỉ sau năm 2000. Sự biến mất này khiến các nhà khoa học nghi ngờ rằng vệ tinh đã mất tích. Một giả thuyết cho rằng nó đã va chạm với Himalia, tạo ra một vòng mỏng xung quanh Sao Mộc. Tuy nhiên, nó cuối cùng cũng được phát hiện lại trong các cuộc quan sát được tiến hành vào năm 2010 và 2011.